# Joe E. Brown
 (mars 2019).
Si vous disposez d'ouvrages ou d'articles de référence ou si vous connaissez des sites web de qualité traitant du thème abordé ici, merci de compléter l'article en donnant les références utiles à sa vérifiabilité et en les liant à la section « Notes et références ».
Pour les articles homonymes, voir Brown.
Cet article possède un paronyme, voir Joe Brown (homonymie).
Joseph Evans Brown ou Joe E. Brown, (28 juillet 1892 - 6 juillet 1973)  est un acteur, comédien et commentateur sportif (baseball) américain. Connu pour sa personnalité amicale et son sourire burlesque 'élastique', il est surtout célèbre pour son interprétation du milliardaire Osgood Fielding III dans la comédie Certains l'aiment chaud de Billy Wilder, dans laquelle il prononce, entre autres, la fameuse réplique finale : « Well, nobody's perfect! » (« Eh bien, personne n'est parfait ! »).

## Biographie

### Jeunesse
Joe E. Brown est né le 28 juillet 1891 à Holgate, en Ohio, dans une grande famille d'origine galloise. Il passe la majeure partie de son enfance dans la ville voisine de Toledo. En 1902, à l'âge de dix ans, il rejoint une troupe d'acrobates de cirque connue sous le nom de Five Marvelous Ashtons, qui fait le tour du pays sur les scènes de cirque et de vaudeville. Plus tard, il devient joueur de baseball professionnel. Malgré son talent, il refuse l'opportunité de signer avec les Yankees de New York pour poursuivre sa carrière d'artiste. Après trois saisons, il se tourne à nouveau vers le cirque, puis le vaudeville et finalement devient comédien à part entière à Broadway dans les années 1920, en apparaissant pour la première fois dans la comédie musicale Jim Jam Jems.

### Carrière
À la fin de 1928, Brown commence à tourner dans des films, notamment pour la Warner Brothers. Il devient rapidement l'une des coqueluches du public enfantin et acquiert la célébrité grâce à sa prestation dans la première comédie musicale sonore tout en couleurs La Revue en folie (1929). Il joue ensuite dans un certain nombre de somptueuses comédies musicales en Technicolor, en particulier Sally (1929), Hold Everything (1930), Chanson de l'Ouest (1930) et Going Wild (1930).
En 1931, Joe E. Brown est devenu une telle star que son nom figure au-dessus du titre dans les films dans lesquels il apparait. Dans deux ses films suivants Elmer, the Great (1933) et Alibi Ike (1935), il interprète un joueur de baseball des Chicago Cubs. Dans ce dernier film en particulier, il partage l'affiche avec une jeune star en devenir, Olivia de Havilland.
En 1935, dans Songe d'une nuit d'été mis en scène par Max Reinhardt et William Dieterle, il devient l'un des rares acteurs de vaudeville à apparaître dans un film shakespearien. Son interprétation du personnage de Francis Flute fut d'ailleurs très remarquée.
Vers le milieu des années 1930, les films de Joe E. Brown deviennent des sources d’argent fiables et le studio commence à économiser sur leurs productions. Lorsque son contrat avec la Warner Bros. s'achève, il ne le renouvelle pas et choisit de travailler avec le producteur indépendant David L. Loew. Ce dernier le fait tourner dans une série de comédies dont notamment The Gladiator (1938), une libre adaptation du roman Gladiator (1930) de Philip Gordon Wylie, qui est souvent créditée pour avoir influencé la création du personnage de Superman. Cette collaboration sera toutefois de courte durée et l'acteur quitte Loew en 1939. Bien que son répertoire burlesque soit toujours populaire, il devient un peu démodé, à l'instar de celui de Laurel et Hardy. Dès lors, les films qu'il tourne pour la Paramount et la Columbia puis pour les studios Republic Pictures sont qualifiés en série B et sont les derniers dans lesquels il est la vedette. À partir de cette période, Brown joue des personnages secondaires ou fait des apparitions en tant que guest-star.

## Activités avant et durant la Seconde Guerre Mondiale
Au printemps 1939, Joe E. Brown témoigne devant la Commission de l’immigration et de la naturalisation de la Chambre des représentants, à Washington, en faveur d'un projet de loi qui permettrait à 20 000 enfants réfugiés juifs allemands d'entrer aux États-Unis. Il a d'ailleurs adopté deux de ces enfants réfugiés. Lorsque les États-Unis s'engagent dans la Seconde Guerre mondiale en décembre 1941, Brown alors âgé de 49 ans est trop vieux pour s'enrôler. Par contre, ses deux fils biologiques servent  dans l'armée pendant la guerre. En octobre 1942, il perd son fils aîné, le capitaine Don E. Brown de l'US Air Force, dans le crash de son bombardier Douglas A-20 Havoc près de Palm Springs, en Californie.
Avant même que l'United Service Organizations (USO) ne soit créée pour fournir des services de loisirs et de soutien moral aux soldats de l’armée américaine, le comédien passe beaucoup de temps à voyager, à ses propres frais, pour divertir les troupes dans le Paciﬁque Sud, notamment à Guadalcanal, en Nouvelle-Zélande et en Australie, ainsi que dans les Caraïbes et en Alaska. Il est le premier à faire des tournées de ce type bien avant que Bob Hope ne fasse de même. Il passe également de nombreuses nuits à travailler et à rencontrer des militaires à la Hollywood Canteen. L'acteur a raconté ses expériences de divertissement des troupes dans son livre Your Kids and Mine, publié en 1944 les Armed Services Editions (en) (la maison d'édition des Forces armées des États-Unis). À chacun de ses retours au pays, Brown rapporte des sacs de lettres et s'assure qu'ils sont pris en charge par la poste. Il donne des spectacles quelles que soient les conditions météorologiques et dans beaucoup d'hôpitaux, faisant parfois tout son spectacle pour un seul soldat mourant. Il signe des autographes à tout le monde. Pour ses services au soutien moral des soldats, Joe E. Brown est l'un des deux seuls civils à recevoir la médaille Bronze Star (quatrième plus haute distinction des armées des États-Unis attribuée pour bravoure, héroïsme et mérite) pendant la Seconde Guerre mondiale.

## Vie privée
Brown épouse Kathryn Francis McGraw (1892-1977) en 1915. Le mariage dure jusqu'à sa mort en 1973. Le couple a eu quatre enfants : deux fils, Don Evan Brown (25 décembre 1916 - 8 octobre 1942 ) et Joe LeRoy "Joe L." Brown (1er septembre 1918 - 15 août 2010) et deux filles, Mary Katherine Ann (née en 1930) et Kathryn Francis (née en 1934). Ces dernières ont été adoptées en bas âge et faisaient partie des réfugiés juifs allemands arrivées au printemps 1939 aux États-Unis.

## Baseball
Joe E. Brown a une place particulière dans l'histoire du sport de Boston. Le 14 avril 1925, la station de radio WBZ (AM) a diffusé pour la première fois un match de baseball local de la Ligue majeure. Les Braves de Boston ont joué contre les Giants de New York, un match que les Braves ont remporté 5–4. Le commentateur radio de ce jour-là était Joe E. Brown. L'acteur était un passionné de baseball et certains journalistes sportifs qui l'avaient vu lorsqu'il était joueur semi-professionnel pensaient encore qu'il aurait pu devenir un jour un joueur à succès de la ligue majeure. Bien qu'il n'y ait aucune information selon laquelle il a fait d'autres commentaires sportifs à la radio, il a de nouveau occupé ce poste en 1953 sur une chaîne de télévision (WPIX-TV) pour les matchs des Yankees de New York. De 1955 à 1976, et brièvement en 1985, Joe L. Brown a été le directeur général des Pirates de Pittsburgh, emmenant notamment son équipe jusqu'au titre de champions des World Series en 1960 et 1971. Par ailleurs, l'équipe a été la première en 1971 a présenter le premier neuf de départ entièrement afro-américain de l'histoire du baseball américain.

## Filmographie

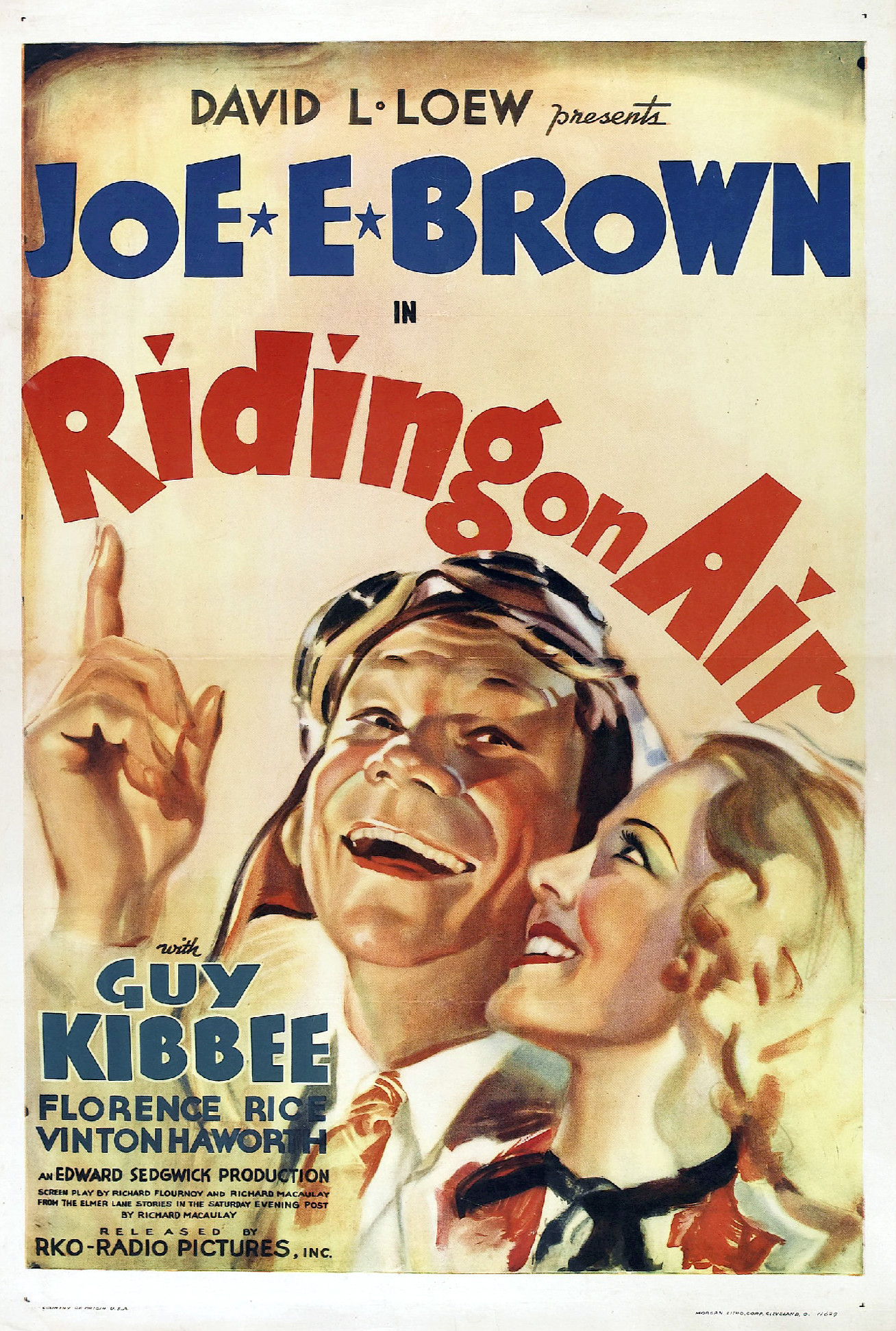
Joe E. Brown à l'affiche de Riding on Air (1937).

- 1928 : Crooks Can't Win de George M. Arthur : Jimmy Wells
- 1928 : Hit of the Show de Ralph Ince : Twisty
- 1928 : Le Gosse du cirque (The Circus Kid) de George B. Seitz : King Kruger
- 1928 : Peggy et sa vertu (Take Me Home) de Marshall Neilan : Bunny
- 1929 : La Vie en rose (Sunnyside Up) de David Butler
- 1929 : Molly and Me d'Albert Ray : Jim Wilson
- 1929 : My Lady's Past d'Albert Ray : Sam Young
- 1929 : La Revue en folie (On with the Show!), d'Alan Crosland : Joe Beaton
- 1929 : Painted Faces : Hermann / Beppo
- 1929 : Sally de John Francis Dillon : Grand Duke 'Connie' Constantine
- 1930 : Chanson de l'Ouest (Song of the West) de Ray Enright : Hasty
- 1930 : Hold Everything de Roy Del Ruth : Gink Schiner
- 1930 : Top Speed : Elmer Peters
- 1930 : Maybe It's Love (en) de William A. Wellman : Yates
- 1930 : The Lottery Bride de Paul Ludwig Stein : Hoke Curtis
- 1930 : Going Wild de William A. Seiter : Rollo Smith
- 1931 : Sit Tight : Herbert 'Jojo' Mullins
- 1931 : Broadminded : Ossie Simpson
- 1931 : Local Boy Makes Good (en) de Mervyn LeRoy : John Augustus Miller
- 1932 : Fireman, Save My Child de Lloyd Bacon : 'Smokey' Joe Grant
- 1932 : The Tenderfoot (en) : Calvin Jones
- 1932 : À tour de brasses (You Said a Mouthful) de Lloyd Bacon : Joe Holt (a shipping clerk)
- 1933 : Elmer, the Great : Elmer Kane
- 1933 : L'Irrésistible (Son of a Sailor) : 'Handsome' Callahan
- 1934 : Le Cirque en folie (en) (The Circus Clown) de Ray Enright : Happy Howard / Chuck Howard
- 1934 : A Very Honorable Guy : Feet Samuels
- 1934 : La Fine Équipe (6 Day Bike Rider) : Wilfred Simpson
- 1935 : Alibi Ike de Ray Enright : Frank X. Farrell
- 1935 : Bright Lights (en) : Joe Wilson
- 1935 : Le Songe d'une nuit d'été (A Midsummer Night's Dream) de William Dieterle et Max Reinhardt : Flute - the Bellows-mender
- 1936 : Héros malgré lui (Sons o' Guns) : Jimmy Canfield
- 1936 : Earthworm Tractors de Ray Enright : Alexander Botts
- 1936 : Polo Joe : Joe Bolton
- 1937 : When's Your Birthday? : Dustin Willoughby
- 1937 : Riding on Air : Elmer Lane
- 1937 : Fit for a King : Virgil Ambrose Jeremiah Christopher 'Scoop' Jones
- 1938 : Wide Open Faces : Wilbur Meeks
- 1938 : The Gladiator : Hugo Kipp
- 1938 : Flirting with Fate : Dan Dixon
- 1939 : $1000 a Touchdown : Marlowe Mansfield Booth
- 1939 : Beware Spooks! : Roy L. Gifford
- 1940 : So You Won't Talk : Whiskers / 'Brute' Hanson
- 1942 : Ferme ta grande gueule! (en) (Shut My Big Mouth) de Charles Barton : Wellington Holmes
- 1942 : Judy, espionne improvisée (Joan of Ozark) : Cliff Little
- 1942 : The Daring Young Man : Jonathan Peckinpaw et Grandma Peckinpaw
- 1943 : Chatterbox : Rex Vane
- 1944 : Casanova in Burlesque : Joseph M. Kelly Jr.
- 1944 : Pin Up Girl de H. Bruce Humberstone : Eddie Hall
- 1944 : Hollywood Canteen de Delmer Daves : Cameo
- 1948 : The Tender Years, de Harold D. Schuster : Rev. Will Norris
- 1951 : Show Boat de George Sidney : Cap'n Andy Hawks
- 1951 : Toast to Our Brother
- 1952 : The Buick Circus Hour (série télévisée) : The Old Clown
- 1955 : The Eddie Cantor Comedy Theater (série télévisée)
- 1955 : Schlitz Playhouse of Stars (série télévisée)
- 1955 : The Christophers  (Washington as a Young Man) (série télévisée)
- 1955 : Le Choix de... (Screen Directors Playhouse) (série télévisée) : Arthur Vail
- 1956 : General Electric Theater (série télévisée) : Earl Hall
- 1956 : General Electric Summer Originals (série télévisée)
- 1956 : Le Tour du monde en quatre-vingts jours (Around the World in Eighty Days) de Michael Anderson : Stationmaster
- 1959 : Certains l'aiment chaud (Some Like It Hot) de Billy Wilder : Osgood Fielding III
- 1960 : The Ann Sothern Show (série télévisée) : Mitchell Carson
- 1962 : Route 66 (Route 66) (série télévisée) : Sam Butler
- 1963 : Un monde fou, fou, fou, fou (It's a Mad, Mad, Mad, Mad World) de Stanley Kramer : Union official
- 1964 : Le croque-mort s'en mêle (The Comedy of Terrors) de Jacques Tourneur : Cemetery Keeper
- 1964 : Le Plus Grand Chapiteau du monde (The Greatest Show on Earth) (série télévisée) : Diamond 'Dimey' Vine
- 1964 : The Christophers (Basis of Law and Order) (série télévisée) (dernière apparition)